# ميتي الدولية

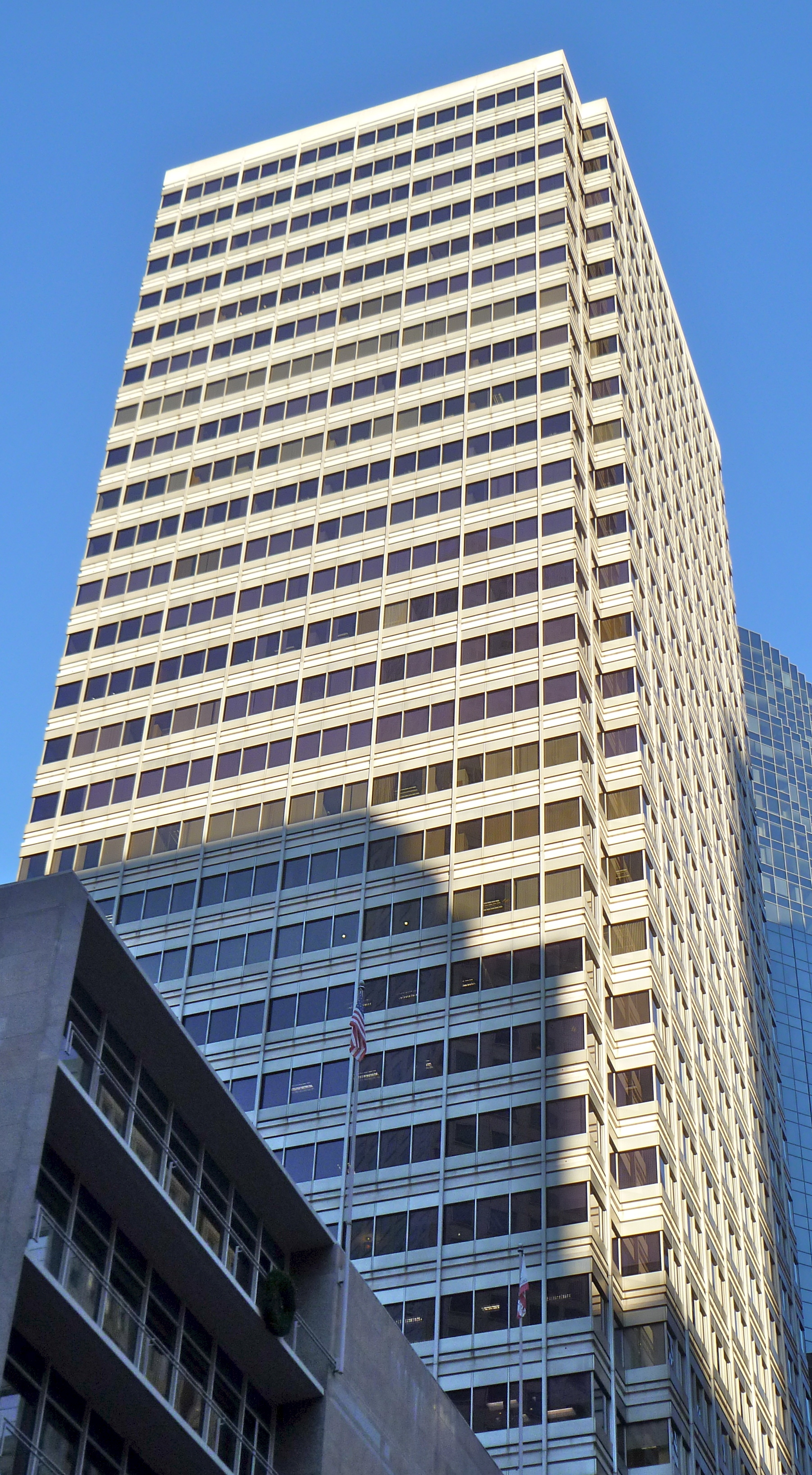
مقر ميتي، 100 باين ستريت، 94111 سان فرانسيسكو، كاليفورنيا

ميتي الدولية أو ميتي (بالإنجليزية: Messaging Extraterrestrial Intelligence)‏ (METI) هي منظمة بحثية غير ربحية تعمل علي صنع وبث رسائل إلي الفضاء الخارجي بهدف محاولة التواصل مع حضارات عاقلة خارج كوكب الأرض. في يوليو 2015، قدمت أوراق تأسيس ميتي من قبل مؤسسها ورئيسها دوجلاس فاكوش. يقع مقرها الرئيسي في سان فرانسيسكو، كاليفورنيا. 

## عرض
تستهدف ميتي النجوم القريبة، وتركز علي بناء مجتمع متعدد التخصصات من أجل تصميم رسائل مناسبة لبثها إلي الفضاء، في سياق تطور الذكاء واللغة. وقامت بعقد اجتماعات ووِرَش عديدة مثل: «ذكاء سيتي: الإدراك والتواصل في المخلوقات العاقلة خارج الأرض» في بورتوريكو عام 2016، «اللغة في الكون» في المؤتمر الدولي لتنمية الفضاء الخاص بجمعية الفضاء الوطنية في لوس أنجلوس عام 2018 والذي فحص العلاقة بين علم الأحياء الفلكي وعلم اللغة، و «ما هي الحياة؟» في باريس عام 2017 والذي حلل مفهوم الحياة من وجهة نظر مخلوقات ذكية خارج الأرض.
يبحث مرصد سيتي الخاص بميتي في بنما عن نبضات ليزر صناعية مُحتملة مُرسلة من قبل حضارات متقدمة، وفَحَص نجوم شاذة مثل القذم الأحمر القريب روس 128، وHD 164595 الذي يبعد 94 سنة ضوئية عن الأرض. لكن لم تسفر أيًا من عملياتهم البحثية عن أدلة علي أي إشارات صناعية من مخلوقات ذكية.

## نقد
عبر العديد من العلماء والكتاب عن قلقهم من نشاطات ميتي، والتي يعتقدون أن بها تهديدًا محتملًا لمستقبل البشر إذا ما تلقت مخلوقات ذكية تحمل نوايا استغلالية أو ضارة الإشارات المبعثة وأصبحت الأرض ضحية حضارة أكثر تقدمًا منها. تندرج مثل هذه المخاوف تحت اسم «نظرية الغابة المظلمة» (مستوحاه من رواية بنفس الاسم لكاتب الخيال العلمي ليو سيشين) للذكاء الخارجي والتي تصف حالة من الوجود تهاب بها الحضارات الإفصاح عن وجودها للحضارات الأخري مخافة أن تُري كتهديد محتمل وتدمر.

## أعضاء بارزون
- إيفان ألمار، مستشار، مرصد كونكولي الخاص بالأكاديمية المجرية للعلوم، المجر
- لوري بورغس، أستاذ فنون، جامعة كارنيغي ميلون، الولايات المتحدة
- كيري شاندلير، مؤسس تسجيلات مادهاوس، الولايات المتحدة
- ناثانيل س. كومفورت ، أستاذ تاريخ الطب، مدرسة طب جامعة جونز هوبكنز، الولايات المتحدة
- بول دايفس، أستاذ ومدير مركز بيوند، جامعة أريزونا، الولايات المتحدة
- ستيفن ديك، رئيس المؤرخون السابق، ناسا، الولايات المتحدة
- خوسية غابرييل فونيس، أستاذ الفلسفة الطبيعية، جامعة قرطبة الكاثوليكية، الأرجنتين
- كريس إمبي، عميد بجامعة العلوم وأستاذ علم الفلك، جامعة أريزونا، الولايات المتحدة
- جيفري أ. لوكوود، أستاذ العلوم الطبيعية والعلوم الإنسانية، جامعة وايومنغ، الولايات المتحدة
- أنسون ماونت، ممثل، يمثل الكابتن كريستوفر بايك في ستار تريك: ديسكفري وستار تريك: عوالم جديدة وعجيبة، الولايات المتحدة
- هولمز رولستن الثالث، أستاذ فخري للفلسفة، جامعة كولورادو، الولايات المتحدة
- دوجلاس فاكوش، رئيس ميتي، الولايات المتحدة